# Ollauri
Ollauri tỉnh và cộng đồng tự trị La Rioja, phía bắc Tây Ban Nha. Đô thị này có diện tích là 2,60 ki-lô-mét vuông, dân số năm 2009 là 319 người với mật độ 122,69 người/km². Đô thị này có cự ly 5 km so với Logroño.